# Platycnemis pembipes
Platycnemis pembipes är en trollsländeart som beskrevs av Dijkstra, Clausnitzer och Martens 2007. Platycnemis pembipes ingår i släktet Platycnemis och familjen flodflicksländor. IUCN kategoriserar arten globalt som akut hotad. Inga underarter finns listade i Catalogue of Life.